# 鶴嶺八幡宮
鶴嶺八幡宮（つるみね はちまんぐう）は、神奈川県茅ヶ崎市浜之郷にある神社。別名は鶴嶺八幡社。
相模国茅ヶ崎の総社として往古より八幡信仰の本地として名高い。また鶴嶺八幡宮によると、源氏が関東へ進出する際、創建した最初の氏社という。

## 由緒
長元3年（1030年）9月に河内国（大阪府羽曳野市）を本拠とする源頼信の子源頼義が下総の乱鎮定の折り、京都にある石清水八幡宮を懐嶋八幡宮として勧請した（宇佐神宮を勧請したとも）のが始まりであるという。後に源氏が現在の場所に分祀した。
天喜3年（1055年）に前九年の役の際に源頼義が祈願し勝利を収めると、康平6年（1063年）、戦勝に報いるため懐嶋八幡宮より分祀して鎌倉由比郷に鶴岡八幡宮の前身である元八幡を建立したという。その後、応徳2年（1085年）、源頼義の嫡男である八幡太郎義家が領地を寄進し、懐嶋郷の隣の浜之郷に鶴嶺八幡宮を創建した。この時期に元八幡の旧社であることから懐嶋八幡宮は本社宮と改称したという。
将軍源頼朝が治承年間に領地を寄進し、また建久年間にも頼朝は肥後国有為庄に鶴嶺八幡宮に700貫を寄進し、懐嶋権守平景能に修復を命じた。
建久2年（1191年）、大庭御厨の領主大庭景義が大仏殿や三重塔等を建て、鶴嶺八幡宮を再興した。同年、西隣りに伊予の三島の神を祀る佐塚明神社が建立される。
古くは別当寺の常光院に十二坊の宿坊が存在したが、各地に散らばった後に廃止となる。江戸時代の正保年間、常光院住職の朝恵が地頭・山岡景信と相計りで荒れ果てた社殿を修復した。またこのとき参道を整備したという。
慶安2年（1649年）：3代将軍徳川家光が本村に7石の朱印地を与えた。江戸幕府崩壊後、明治時代になると神仏分離令により常光院が復飾し、祠掌となる。
その後、西側に隣接した佐塚大明神を合祀し、佐塚大明神の祭礼の浜降祭を主宰するようになった。下記の「年表」の1906年の項参照。

## 祭神
- 応神天皇
- 仁徳天皇
- 佐塚大神（伊予の三島神（大山祇神社）と同義とされる）

合祀
- 菅原道真（鶴嶺天満宮）

## 年表
- 長元3年（1030年）9月：源頼義は下総の乱を鎮定のため懐嶋郷（鶴嶺八幡宮のある場所）矢畑村に源氏の守護神石清水八幡宮を勧請して戦勝祈願をし懐嶋八幡宮を創建。（別に宇佐八幡宮勧請説もある）。
- 康平6年（1063年）：鎌倉に元八幡に遷したが、懐嶋八幡宮は本社八幡と称した。
- 治承年間（1177年 - 1184年）：源頼朝が懐嶋郷の領地を寄進した。
- 建久年間（1190年 - 1198年）：肥後国有為庄に700貫を寄進。
- 建久2年（1191年）：大仏殿や三重塔等を建て、大庭景義が鶴嶺八幡宮を再興する。
- 建久2年（1191年）：鶴嶺八幡大菩薩の隣りに伊予の三島の神を祀る佐塚明神社が建立される。
- 弘安4年（1281年）：蒙古退散の祈祷をし、閏6月30日の晦日に勝利したのを記念して「晦日祭」を始め、これが八幡宮と佐塚明神の例祭となった、と現在の鶴嶺八幡宮は説明している [2]。しかし、1876年（明治9年）以前には浜でのみそぎの神事（後の浜降祭）は6月29日に行われていた。1841年・1876年参照。
- 永禄・元亀年間（1558年 - 1573年）：戦火に見舞われ、仏堂が焼失する。
- 天正18年（1590年）：小田原城落城とともに社領を失い、荒廃する。
- 正保年間（1644年 - 1648年）：別当寺・常光院住職の朝恵、社殿を修復・再興する。
- 慶安2年（1649年）：3代将軍徳川家光、本村に七石の朱印地を寄進。朝恵はこれを記念して南大門馬場420間（約764メートル）の左右に松を植えた。
- 天保年間（1830年 - 1843年）：本社宮を南に移す。
- 天保12年（1841年）：この年に幕府の昌平黌地理局の編纂した『新編相模国風土記稿』に佐塚明神が6月29日に浜で禊（みそぎ）を行っているという記述がある[3]。

- 明治元年（1868年）：太政官達（官庁に対する訓令）は権現、天王、八幡大菩薩などの仏教的神号を禁じた。「佐塚明神」は「佐塚大神」（さづかのおおかみ）、「鶴嶺八幡大菩薩」は「鶴嶺八幡」となる。また神仏分離により西側にあった別当寺の常光院を廃寺にし、持僧は神職に転身する。再興の租の朝恵上人の墓も廃す（戦後に復興）。
- 明治4年（1871年）：太政官布告「官社以下定額・神官職制等規則」が制定された。
- 1873年（明治6年）：前々年の太政官布告によって村社となった鶴嶺八幡宮は、国幣中社となった寒川神社の摂社となる。
- 1876年（明治9年）：旧暦の6月29日に行われていた「みそぎ」の神事を新暦の7月15日とし、名称も「浜降祭」へと変更。県令（現在の県知事の役）野村靖宛の申請書には農繁期を避ける旨が記されている。この年まで寒川神社は6月30日、鶴嶺八幡宮（佐塚大神）は6月29日に浜降祭を行っていた。
- 1877年（明治10年）：鶴嶺八幡宮は寒川神社の摂社から解放され、浜降祭を単独で行うようになる。（場所は同一か不明）
- 1878年（明治11年）：浜降祭参加記録2社。寒川神社と鶴嶺八幡宮のみか不明。これ以前の参加社数記録無し。
- 1906年（明治39年）：12月、内務省は神社合祀令によって一村一社運動を起こし、明治末から大正初期にかけていわゆる神社整理を推進する。少なくともこの時期までに佐塚大神（旧、佐塚大明神）は鶴嶺八幡宮（旧、鶴嶺八幡大菩薩）に合祀され、旧佐塚大明神の浜降りの行事は鶴嶺八幡の主催となる。その時期は1873年（前記当該年参照）かそれ以前である可能性もある。
- 1923年（大正12年）：鶴嶺八幡宮は改めて浜降祭に再参加するようになる。
- 1927年（昭和2年）：本社宮を現在地へ戻す。
- 1934年（昭和9年）9月15日：社格制度制定で郷社となる。
- 1969年（昭和44年）8月15日：参道の松並木が茅ヶ崎市の史跡・天然記念物に指定される。

## 祭事
- 浜降祭（第3月曜日 - 海の日）
- 晦日祭（6月30日）
- 放生会（9月15日）

## 境内
大銀杏
社殿脇にある大銀杏は源義家が、戦勝を祈願して自ら植えたという大銀杏で、樹齢約950年。1962年（昭和37年）10月2日、県指定天然記念物。1984年（昭和59年）12月、かながわ名木百選に指定されている。
宮鐘
神仏習合の名残を留める宮鐘。延宝8年（1680年）に最初の鐘が納められ、戦時中、鐘は兵器製造のため供出によって消失するが、戦後の1965年（昭和40年）、「平和の鐘」として、再び鐘が奉納される。

### 境内社
湘南淡嶋神社（ちがさき あわしまじんじゃ）
祭神：少彦名命・淡島神
鉾宮神社（ほこのみやじんじゃ）
祭神：鉾宮大神・古刀比羅命・須佐之男命
祭事：弥生祭（4月第一日曜日）
鶴嶺稲荷神社（つるみね いなりじんじゃ）
祭神：宇迦之御魂大神
祭事：初午祭（2月初午）

## 境外摂社
本社宮（ほんしゃぐう）
祭神：応神天皇
もとは懐嶋八幡宮と呼ばれた。康平6年（1063年）、源頼義が懐嶋八幡宮を鎌倉に勧請し、鶴岡若宮（後の鶴岡八幡宮）を創建すると、その旧社にあたることから懐嶋八幡宮は本社宮と呼ばれた。また懐嶋郷矢畑村の鎮守となった。天保年間に現在地の南に移され、1927年（昭和2年）に現在地へ戻された。　
その他松尾神明神社、柳島八幡宮、柳島海岸嚴島神社、円蔵神明大神、松尾神明神社、赤羽根神明大神、平太夫新田八幡宮、下町屋神明神社、三島大神、西久保日吉神社など

## 関連史跡
参道
大鳥居から社殿までを八丁参道といい。鶴嶺八幡宮から国道一号線（東海道）沿いを八丁松並木という。慶安2年（1649年）、江戸幕府の先例によって、七石の領地を与えられたのを機会に鶴嶺八幡宮の参道左右と馬場に松並木を植えられた。1969年（昭和44年）8月15日、市指定史跡、県指定天然記念物となる。
弁慶塚
源義経に仕えた僧兵の武蔵坊弁慶を祭った塚で、鶴嶺八幡宮参道脇にある。義経一族の霊を慰めるために造ったと伝わる。現存する塚は元の場所から1982年（昭和57年）に場所を少し移して作り直された。現在は私邸である。
南湖の左富士
江戸時代の浮世絵師・歌川広重が『東海道五十三次』の「南湖の松原左富士」に描いた。国道1号線・鳥井戸橋付近に南湖の左富士の記念碑がある。天保3年（1832年）、東海道の旅路、広重は鳥井戸橋を渡り、下町屋の軒並みから見える富士山を描いた。

## 交通
JR東海道本線茅ケ崎駅北口からバス乗車、「鶴嶺小学校前」下車、徒歩1分。